# 單國鉞
單國鉞（Leo K Shin，1967年—）是一名香港歷史學家，現任不列顛哥倫比亞大學歷史系及亞洲研究系合聘教授，主要研究範圍是香港史、晚期中華帝國史。
出生於香港，大學就讀普林斯頓大學化學系，期間修讀牟復禮老師的課而開始對歷史產生興趣。畢業後曾回港擔任記者，及後再於普林斯頓大學取得博士學位，師從余英時。

## 著作
- The Making of the Chinese State: Ethnicity and Expansion on the Ming Borderlands (Cambridge: Cambridge University Press, 2006).